# Echo Hawk
Echo Hawk is een Amerikaans historisch merk van trikes, geproduceerd door Echo Hawk Custom Build Trikes. 
Dit was een bedrijf van Loren "Deacon" Raty. De Echo Hawk trike werd als bouwpakket geleverd. De aandrijving geschiedde door een 1600cc-Volkswagen Kevermotor, maar de trike zag er een stuk sportiever uit dan de meest andere.